# Philippe-Florent de Puisieux
Philippe-Florent de Puisieux est un avocat au Parlement de Paris et traducteur français né à Meaux le 28 novembre 1713 et décédé en octobre 1772.
Il a publié anonymement de nombreuses traductions en français de textes latins, italiens et anglais.
Sa collaboration aux œuvres de son épouse, Madeleine d'Arsant de Puisieux, amie très intime de l'écrivain Denis Diderot, n'est pas clairement déterminée mais probable.
Il fut ambassadeur de France en Suisse.

## Traductions
- La femme n'est pas inférieure à l'homme, Londres [i.e. Paris], [s.n.], 1750 [anonyme, trad. supposée de].
- Le triomphe des dames, 1751.
- Les voyageurs modernes, ou Abrégé de plusieurs voyages faits en Europe, Asie & Afrique, Paris, Nyon et al., 1760.
- Antonio Cocchi, Régime de Pythagore, La Haye et Paris, Gogué et al., 1762.
- Robert Paltock, Les Hommes volants ou les Aventures de Pierre Wilkins, Londres et Paris, Veuve Brunet, 1763 (de l'anglais d'après The Adventures of Peter Wilkins, 1751), réédité dans les tomes 22 et 23 des Voyages imaginaires, songes, visions et romans cabalistiques, Amsterdam et Paris, 1788.
- Anonyme, La campagne, Londres, 1767.
- Antonio Cocchi, Recueil de pièces de médecine et de physique, Paris, d'Houry, 1763.
- Miss Osmond, Les Frères ou Histoire de Miss Osmond, Amsterdam, J. L. De Boubers, 1766.
- Henry Fielding, Amélie : histoire angloise, Rheims, Cazin, 1784.
- William Lewis, Expériences physiques et chymiques, sur plusieurs matières relatives au commerce & aux arts, 3 vol., Paris, Desaint, 1768-1769